# 劉諶

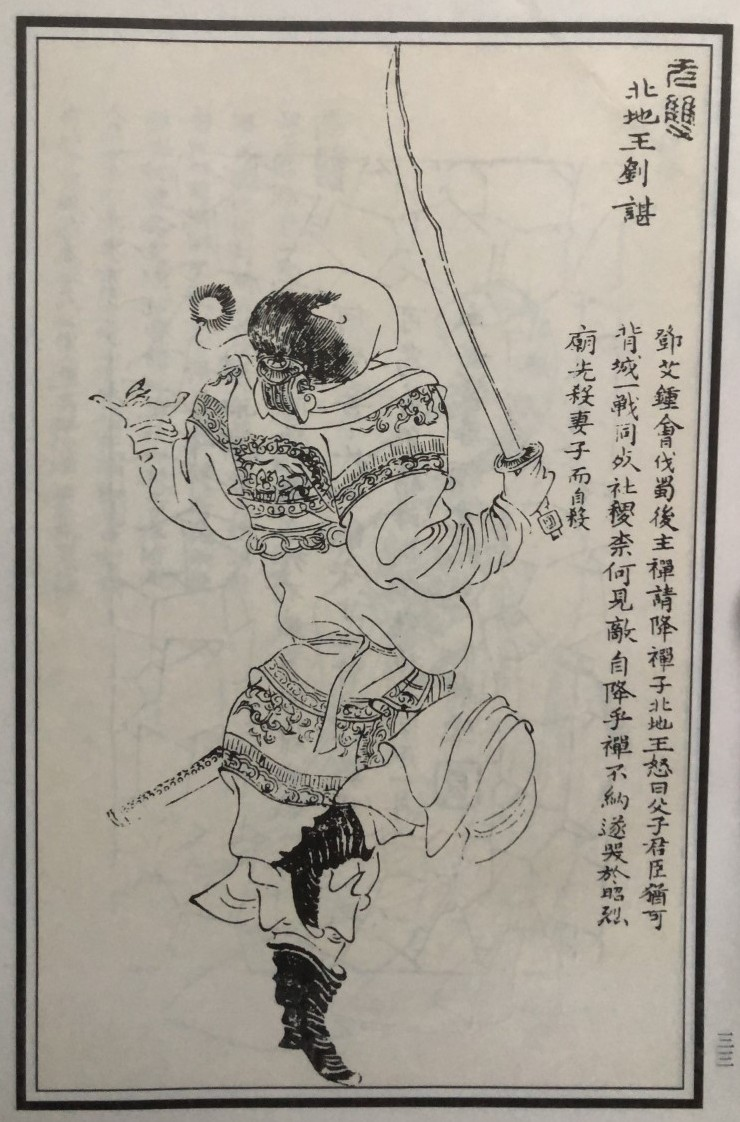
《無雙譜》劉諶畫像

劉諶（？—263年），涿郡涿县（今河北省涿州市）人，汉昭烈帝刘备之孙，後主劉禪之子，蜀汉宗室。

## 生平

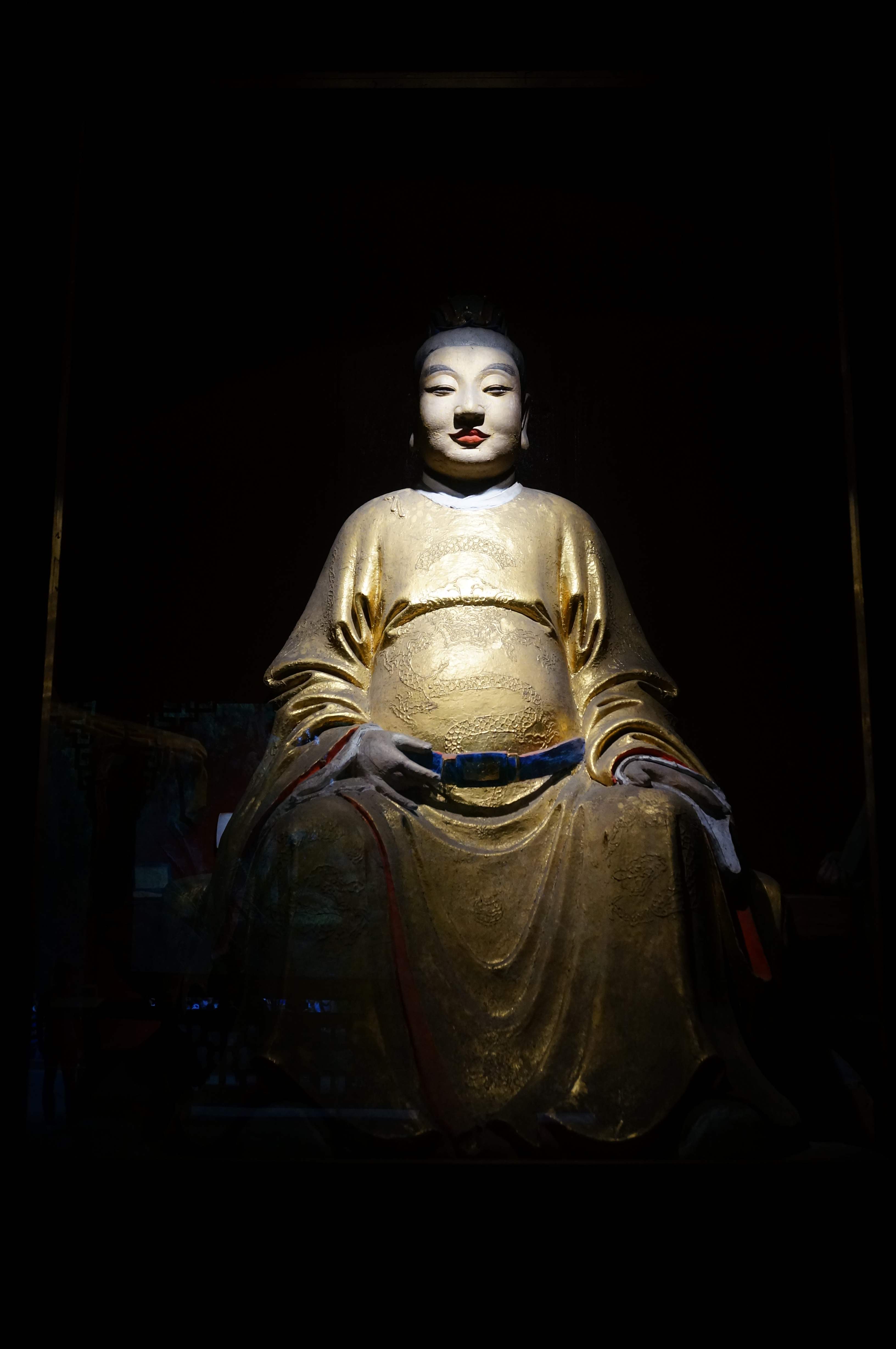
成都武侯祠刘谌塑像，位于汉昭烈庙内东侧，塑于清乾隆五十三年（1788）

景耀二年（259年）六月，刘禅封刘谌为北地王。
炎兴元年（263年）冬，邓艾在绵竹击败诸葛瞻，刘禅接受谯周的建议准备向邓艾投降。刘谌愤怒地说：“如果到了穷途末路，国力耗尽的地步，灾祸与失败一定会来临，就应该是父子君臣一起作最后决战，为江山社稷而死，这样也可以去见先帝了。”刘禅没听刘谌的话，还是派人向邓艾送交了玉玺。当天，刘谌来到刘备的宗庙中痛哭，接着刘谌杀死了妻子儿女，然后自杀，他身边的侍从全都为此而哭泣。

## 艺术形象

### 文学
- 明代小说《三国演义》中刘谌的形象与正史大致相同，唯将其妻崔氏改为自杀。史书无记载刘谌妻姓氏。

### 影视
- 1994年放映的历史剧《三國演義 (電視劇)》中由陈旭所扮演的刘谌。

### 游戏
- 游戏《三国杀》中登场的蜀势力武将。